# Пертикароли, Серджо
Серджо Пертикароли (итал. Sergio Perticaroli; 16 февраля 1930, Рим — 19 августа 2019) — итальянский пианист.

## Биография
Учился в Консерватории Санта-Чечилия у Ренцо Сильвестри. В 1950 г. разделил вторую премию на Международном конкурсе исполнителей в Женеве (первая премия не была присуждена), в 1952 году получил первую премию Международного конкурса пианистов имени Бузони, став первым победителем в его истории (до этого в течение трёх лет первая премия не присуждалась).
Конкурсный успех положил начало успешной гастрольной карьере Пертикароли, проходившей на нескольких континентах. В 1959 году он выступил в Египте, исполнив фортепианный концерт Арама Хачатуряна в присутствии автора и к его горячему одобрению. В дальнейшем пианист выступал в СССР, США, Японии, Аргентине, многих европейских странах. В его репертуаре особое место занимала русская музыка, включая «Картинки с выставки» Модеста Мусоргского, произведения П. И. Чайковского, С. С. Прокофьева. В 2011 году по медицинским причинам прекратил концертную деятельность.
Пертикароли входил в состав жюри многих крупных международных конкурсов, в том числе имени Бузони и имени Шопена. На протяжении многих лет преподавал в Консерватории Санта-Чечилия, с 1987 году заведовал кафедрой специального фортепиано. В 1977 году избран членом Академии Санта-Чечилия, в течение 15 лет занимал пост её вице-президента.